# Stictotarsus grammicus
Stictotarsus grammicus är en skalbaggsart som först beskrevs av Sharp 1887.  Stictotarsus grammicus ingår i släktet Stictotarsus och familjen dykare. Inga underarter finns listade i Catalogue of Life.